# Orr-Gletscher
Der Orr-Gletscher ist ein  Gletscher im ostantarktischen Viktorialand. In der Lanterman Range der Bowers Mountains fließt er aus einem großen Bergkessel zwischen Mount Moody und Mount Bernstein in westlicher Richtung zum Rennick-Gletscher.
Der United States Geological Survey kartierte ihn anhand eigener Vermessungen und Luftaufnahmen der United States Navy aus den Jahren von 1960 bis 1962. Das Advisory Committee on Antarctic Names benannte ihn im Jahr 1970 nach Major Thomas L. Orr (* 1934), Logistikoffizier im Kommandostab der Reserveeinheiten der US Navy in Antarktika in den Jahren 1968 und 1969.